# Journal of Theoretical Biology
Journal of Theoretical Biology is een internationaal, aan collegiale toetsing onderworpen wetenschappelijk tijdschrift op het gebied van de
theoretische biologie.
De naam wordt in literatuurverwijzingen meestal afgekort tot J. Theor. Biol.
Het wordt uitgegeven door Elsevier en verschijnt 24 keer per jaar.